# Liste mathematischer Symbole

Einige mathematische Symbole

Diese Liste mathematischer Symbole zeigt eine Auswahl der gebräuchlichsten Symbole, die in moderner mathematischer Notation innerhalb von Formeln verwendet werden. Da es praktisch unmöglich ist, alle jemals in der Mathematik verwendeten Symbole aufzuführen, werden in dieser Liste nur diejenigen Symbole angegeben, die häufig im Mathematikunterricht oder im Mathematikstudium auftreten. Viele der Zeichen sind genormt, beispielsweise in DIN 1302 Allgemeine mathematische Zeichen oder DIN EN ISO 80000-2 Größen und Einheiten – Teil 2: Mathematische Zeichen für Naturwissenschaft und Technik.
Die folgende Liste beschränkt sich weitgehend auf nicht-alphanumerische Zeichen. Sie ist nach Teilgebieten der Mathematik unterteilt und innerhalb der Teilgebiete inhaltlich gruppiert. Manche Symbole haben je nach Kontext eine unterschiedliche Bedeutung und tauchen entsprechend mehrmals in der Liste auf. Weiterführende Informationen zu den Symbolen und ihrer Bedeutung finden sich in den jeweils verlinkten Artikeln.

## Erklärung
Für jedes mathematische Symbol werden folgende Informationen angegeben:
SymbolDas Symbol, wie es durch LaTeX dargestellt wird. Bei mehreren typografischen Varianten wird nur eine der Varianten gezeigt.
VerwendungEine beispielhafte Verwendung des Symbols innerhalb einer Formel. Buchstaben stehen hierbei als Platzhalter für Zahlen, Variablen oder komplexere Ausdrücke. Unterschiedliche Verwendungsmöglichkeiten werden separat aufgeführt.
InterpretationEine kurze textuelle Beschreibung der Bedeutung der Formel in der vorangegangenen Spalte.
ArtikelDer Wikipedia-Artikel, in dem die Bedeutung (Semantik) des Symbols behandelt wird.
LaTeXDer LaTeX-Befehl, mit dem das Symbol erzeugt wird. Zeichen aus dem ASCII-Zeichensatz können mit wenigen Ausnahmen (Rautezeichen, Backslash, geschweifte Klammern, Prozentzeichen) direkt verwendet werden. Hoch- und Tiefstellung erfolgt über die Zeichen ^ und _ und ist nicht explizit angegeben. Einige der Zeichen erfordern das Verwenden der Packages amsmath und/oder amssymb.
UnicodeDer Codepunkt des entsprechenden Unicode-Zeichens. Manche Zeichen sind kombinierend und erfordern die Eingabe weiterer Zeichen. Bei Klammern werden jeweils die Codepunkte der öffnenden und der schließenden Klammer angegeben.

## Mengenlehre

### Mengenkonstruktion
| Symbol                       | Verwendung                      | Interpretation                                                                                    | Artikel                                  | LaTeX                  | Unicode        |
| ---------------------------- | ------------------------------- | ------------------------------------------------------------------------------------------------- | ---------------------------------------- | ---------------------- | -------------- |
| {\displaystyle \varnothing } | {\displaystyle \{\ \}}          | leere Menge                                                                                       | Leere Menge                              | \varnothing, \emptyset | U+2205         |
| {\displaystyle \{~\}}        | {\displaystyle \{a,b,\ldots \}} | Menge bestehend aus den Elementen {\displaystyle a}, {\displaystyle b} und so weiter              | Menge (Mathematik), Klasse (Mengenlehre) | \{ \}                  | U+007B; U+007D |
| {\displaystyle \mid }        | {\displaystyle \{a\mid T(a)\}}  | Menge oder Klasse der Elemente {\displaystyle a}, die die Bedingung {\displaystyle T(a)} erfüllen | Menge (Mathematik), Klasse (Mengenlehre) | \mid                   | U+007C         |
| {\displaystyle \colon }      | {\displaystyle \{a:T(a)\}}      | Menge oder Klasse der Elemente {\displaystyle a}, die die Bedingung {\displaystyle T(a)} erfüllen | Menge (Mathematik), Klasse (Mengenlehre) | :                      | U+003A         |

### Mengenoperationen
| Symbol                            | Verwendung                                                                      | Interpretation | Artikel                  | LaTeX        | Unicode |
| --------------------------------- | ------------------------------------------------------------------------------- | --- | ------------------------ | ------------ | ------- |
| {\displaystyle \cup }             | {\displaystyle A\cup B}                                                         | Vereinigung der Mengen {\displaystyle A} und {\displaystyle B} | Vereinigungsmenge        | \cup         | U+222A  |
| {\displaystyle \bigcup }          | {\displaystyle \bigcup _{i=1}^{n}A_{i}}, {\displaystyle \bigcup _{i\in I}A_{i}} | Vereinigung aller Mengen {\displaystyle A_{i}} mit {\displaystyle i=1} bis {\displaystyle n} bzw. aller Mengen {\displaystyle A_{i}} mit {\displaystyle i} in der Menge {\displaystyle I}  | Vereinigungsmenge        | \bigcup      |         |
| {\displaystyle \cap }             | {\displaystyle A\cap B}                                                         | Durchschnitt der Mengen {\displaystyle A} und {\displaystyle B} | Schnittmenge             | \cap         | U+2229  |
| {\displaystyle \bigcap }          | {\displaystyle \bigcap _{i=1}^{n}A_{i}}, {\displaystyle \bigcap _{i\in I}A_{i}} | Durchschnitt aller Mengen {\displaystyle A_{i}} mit {\displaystyle i=1} bis {\displaystyle n} bzw. aller Mengen {\displaystyle A_{i}} mit {\displaystyle i} in der Menge {\displaystyle I} | Schnittmenge             | \bigcap      |         |
| {\displaystyle \setminus }        | {\displaystyle A\setminus B}                                                    | Differenz der Mengen {\displaystyle A} und {\displaystyle B} | Differenzmenge           | \setminus    | U+2216  |
| {\displaystyle \triangle }        | {\displaystyle A\,\triangle \,B}                                                | symmetrische Differenz der Mengen {\displaystyle A} und {\displaystyle B} | Symmetrische Differenz   | \triangle    | U+25B3  |
| {\displaystyle \times }           | {\displaystyle A\times B}                                                       | kartesisches Produkt der Mengen {\displaystyle A} und {\displaystyle B} | Kartesisches Produkt     | \times       | U+2A2F  |
| {\displaystyle {\dot {\cup }}}    | {\displaystyle A\,{\dot {\cup }}\,B}                                            | Vereinigung disjunkter Mengen {\displaystyle A} und {\displaystyle B} | Disjunkte Vereinigung    | \dot\cup     | U+228D  |
| {\displaystyle \sqcup }           | {\displaystyle A\sqcup B}                                                       | Disjunkte Vereinigung der Mengen {\displaystyle A} und {\displaystyle B} | Disjunkte Vereinigung    | \sqcup       | U+2294  |
| {\displaystyle {}^{\mathrm {C} }} | {\displaystyle A^{\mathrm {C} }}                                                | Komplement der Menge {\displaystyle A} | Komplement (Mengenlehre) | ^\mathrm{C}  | U+2201  |
| {\displaystyle {\overline {~~}}}  | {\displaystyle {\overline {A}}}                                                 | Komplement der Menge {\displaystyle A} | Komplement (Mengenlehre) | \overline    | U+0305  |
| {\displaystyle {\mathcal {P}}}    | {\displaystyle {\mathcal {P}}(A)}                                               | Potenzmenge der Menge {\displaystyle A} | Potenzmenge              | \mathcal{P}  | U+1D4AB |
| {\displaystyle {\mathfrak {P}}}   | {\displaystyle {\mathfrak {P}}(A)}                                              | Potenzmenge der Menge {\displaystyle A} | Potenzmenge              | \mathfrak{P} | U+1D513 |

### Mengenrelationen
| Symbol                      | Verwendung                    | Interpretation                                                                   | Artikel              | LaTeX      | Unicode |
| --------------------------- | ----------------------------- | -------------------------------------------------------------------------------- | -------------------- | ---------- | ------- |
| {\displaystyle \subset }    | {\displaystyle A\subset B}    | {\displaystyle A} ist echte Teilmenge von {\displaystyle B}                      | Teilmenge            | \subset    | U+2282  |
| {\displaystyle \subsetneq } | {\displaystyle A\subsetneq B} | {\displaystyle A} ist echte Teilmenge von {\displaystyle B}                      | Teilmenge            | \subsetneq | U+228A  |
| {\displaystyle \subseteq }  | {\displaystyle A\subseteq B}  | {\displaystyle A} ist Teilmenge von {\displaystyle B}                            | Teilmenge            | \subseteq  | U+2286  |
| {\displaystyle \supset }    | {\displaystyle A\supset B}    | {\displaystyle A} ist echte Obermenge von {\displaystyle B}                      | Obermenge            | \supset    | U+2283  |
| {\displaystyle \supsetneq } | {\displaystyle A\supsetneq B} | {\displaystyle A} ist echte Obermenge von {\displaystyle B}                      | Obermenge            | \supsetneq | U+228B  |
| {\displaystyle \supseteq }  | {\displaystyle A\supseteq B}  | {\displaystyle A} ist Obermenge von {\displaystyle B}                            | Obermenge            | \supseteq  | U+2287  |
| {\displaystyle \in }        | {\displaystyle a\in A}        | das Element {\displaystyle a} ist in der Menge {\displaystyle A} enthalten       | Element (Mathematik) | \in        | U+2208  |
| {\displaystyle \ni }        | {\displaystyle A\ni a}        | das Element {\displaystyle a} ist in der Menge {\displaystyle A} enthalten       | Element (Mathematik) | \ni, \owns | U+220B  |
| {\displaystyle \notin }     | {\displaystyle a\notin A}     | das Element {\displaystyle a} ist nicht in der Menge {\displaystyle A} enthalten | Element (Mathematik) | \notin     | U+2209  |
| {\displaystyle \not \ni }   | {\displaystyle A\not \ni a}   | das Element {\displaystyle a} ist nicht in der Menge {\displaystyle A} enthalten | Element (Mathematik) | \not\ni    | U+220C  |

Hinweis: Die Symbole {\displaystyle \subset } und {\displaystyle \supset } werden nicht einheitlich verwendet und schließen häufig die Gleichheit der beiden Mengen nicht aus.

### Zahlenmengen
| Symbol                             | Interpretation                                                | Artikel                      | LaTeX          | Unicode |
| ---------------------------------- | ------------------------------------------------------------- | ---------------------------- | -------------- | ------- |
| {\displaystyle \mathbb {P} }       | Primzahlen                                                    | Primzahl                     | \mathbb{P}     | U+2119  |
| {\displaystyle \mathbb {N} }       | natürliche Zahlen                                             | Natürliche Zahl              | \mathbb{N}     | U+2115  |
| {\displaystyle \mathbb {Z} }       | ganze Zahlen                                                  | Ganze Zahl                   | \mathbb{Z}     | U+2124  |
| {\displaystyle \mathbb {F} }       | endlicher Körper mit Primzahlcharakteristik                   | Endlicher Körper             | \mathbb{F}     | U+1D53D |
| {\displaystyle \mathbb {Q} }       | rationale Zahlen                                              | Rationale Zahl               | \mathbb{Q}     | U+211A  |
| {\displaystyle \mathbb {I} }       | irrationale Zahlen                                            | (Reelle) irrationale Zahl    | \mathbb{I}     | U+1D540 |
| {\displaystyle \mathbb {A} }       | algebraische Zahlen                                           | (Komplexe) algebraische Zahl | \mathbb{A}     | U+1D538 |
| {\displaystyle \mathbb {T} }       | transzendente Zahlen                                          | Reelle transzendente Zahl    | \mathbb{T}     | U+1D54B |
| {\displaystyle \mathbb {R} }       | reelle Zahlen                                                 | Reelle Zahl                  | \mathbb{R}     | U+211D  |
| {\displaystyle {}^{*}\mathbb {R} } | hyperreelle Zahlen                                            | Hyperreelle Zahl             | {}^*\mathbb{R} | U+211D  |
| {\displaystyle \mathbb {C} }       | komplexe Zahlen                                               | Komplexe Zahl                | \mathbb{C}     | U+2102  |
| {\displaystyle \mathbb {H} }       | Quaternionen                                                  | Quaternion                   | \mathbb{H}     | U+210D  |
| {\displaystyle \mathbb {O} }       | Oktonionen                                                    | Oktonion                     | \mathbb{O}     | U+1D546 |
| {\displaystyle \mathbb {S} }       | Sedenionen                                                    | Sedenion                     | \mathbb{S}     | U+1D54A |
| {\displaystyle \mathbb {K} }       | {\displaystyle \mathbb {K} \in \{\mathbb {R} ,\mathbb {C} \}} | Algebren                     | \mathbb{K}     | U+1D542 |

### Mächtigkeiten
| Symbol                          | Verwendung                                                    | Interpretation                                           | Artikel                   | LaTeX        | Unicode |
| ------------------------------- | ------------------------------------------------------------- | -------------------------------------------------------- | ------------------------- | ------------ | ------- |
| {\displaystyle \|~~\|}          | {\displaystyle \|A\|}                                         | Mächtigkeit (Kardinalität) einer Menge {\displaystyle A} | Mächtigkeit (Mathematik)  | \vert        | U+007C  |
| {\displaystyle \#}              | {\displaystyle \#A}                                           | Mächtigkeit (Kardinalität) einer Menge {\displaystyle A} | Mächtigkeit (Mathematik)  | \#           | U+0023  |
| {\displaystyle {\mathfrak {c}}} |                                                               | Mächtigkeit des Kontinuums                               | Kontinuum (Mathematik)    | \mathfrak{c} | U+1D520 |
| {\displaystyle \aleph }         | {\displaystyle \aleph _{0}}, {\displaystyle \aleph _{1}}, ... | Kardinalzahlen                                           | Kardinalzahl (Mathematik) | \aleph       | U+2135  |
| {\displaystyle \beth }          | {\displaystyle \beth _{0}}, {\displaystyle \beth _{1}}, ...   | Beth-Zahlen                                              | Beth-Funktion             | \beth        | U+2136  |

## Arithmetik

### Rechenzeichen
| Symbol                           | Verwendung                      | Interpretation                                                              | Artikel               | LaTeX  | Unicode       |
| -------------------------------- | ------------------------------- | --------------------------------------------------------------------------- | --------------------- | ------ | ------------- |
| {\displaystyle +}                | {\displaystyle a+b}             | {\displaystyle a} und {\displaystyle b} werden addiert                      | Addition              | +      | U+002B        |
| {\displaystyle -}                | {\displaystyle a-b}             | {\displaystyle b} wird von {\displaystyle a} subtrahiert                    | Subtraktion           | -      | U+2212        |
| {\displaystyle \cdot }           | {\displaystyle a\cdot b}        | {\displaystyle a} und {\displaystyle b} werden multipliziert                | Multiplikation        | \cdot  | U+22C5        |
| {\displaystyle \times }          | {\displaystyle a\times b}       | {\displaystyle a} und {\displaystyle b} werden multipliziert                | Multiplikation        | \times | U+2A2F        |
| {\displaystyle :}                | {\displaystyle a:b}             | {\displaystyle a} wird durch {\displaystyle b} dividiert                    | Division (Mathematik) | :      | U+003A        |
| {\displaystyle /}                | {\displaystyle a/b}             | {\displaystyle a} wird durch {\displaystyle b} dividiert                    | Division (Mathematik) | /      | U+2215        |
| {\displaystyle \div }            | {\displaystyle a\div b}         | {\displaystyle a} wird durch {\displaystyle b} dividiert                    | Division (Mathematik) | \div   | U+00F7        |
| {\displaystyle {\frac {~~}{~~}}} | {\displaystyle {\tfrac {a}{b}}} | {\displaystyle a} wird durch {\displaystyle b} dividiert                    | Division (Mathematik) | \frac  | U+2044        |
| {\displaystyle -}                | {\displaystyle -a}              | negative Zahl {\displaystyle a} oder additiv Inverses von {\displaystyle a} | Unäres Minus          | -      | U+2212        |
| {\displaystyle \pm }             | {\displaystyle \pm a}           | plus oder minus {\displaystyle a}                                           | Plusminuszeichen      | \pm    | U+00B1        |
| {\displaystyle \mp }             | {\displaystyle \mp a}           | minus oder plus {\displaystyle a}                                           | Plusminuszeichen      | \mp    | U+2213        |
| {\displaystyle (~)}              | {\displaystyle (a)}             | der Term {\displaystyle a} wird zuerst ausgewertet                          | Klammer (Zeichen)     | ( )    | U+0028 U+0029 |
| {\displaystyle [~]}              | {\displaystyle [a]}             | der Term {\displaystyle a} wird zuerst ausgewertet                          | Klammer (Zeichen)     | [ ]    | U+005B/D      |

### Gleichheitszeichen
| Symbol                         | Verwendung                           | Interpretation                                                 | Artikel             | LaTeX       | Unicode |
| ------------------------------ | ------------------------------------ | -------------------------------------------------------------- | ------------------- | ----------- | ------- |
| {\displaystyle =}              | {\displaystyle a=b}                  | {\displaystyle a} ist gleich {\displaystyle b}                 | Gleichung           | =           | U+003D  |
| {\displaystyle \neq }          | {\displaystyle a\neq b}              | {\displaystyle a} ist nicht gleich {\displaystyle b}           | Ungleichung         | \neq        | U+2260  |
| {\displaystyle \equiv }        | {\displaystyle a\equiv b}            | {\displaystyle a} ist identisch mit {\displaystyle b}          | Identitätsgleichung | \equiv      | U+2261  |
| {\displaystyle \approx }       | {\displaystyle a\approx b}           | {\displaystyle a} ist ungefähr gleich {\displaystyle b}        | Rundung             | \approx     | U+2248  |
| {\displaystyle \sim }          | {\displaystyle a\sim b}              | {\displaystyle a} ist proportional zu {\displaystyle b}        | Proportionalität    | \sim        | U+223C  |
| {\displaystyle \propto }       | {\displaystyle a\propto b}           | {\displaystyle a} ist proportional zu {\displaystyle b}        | Proportionalität    | \propto     | U+221D  |
| {\displaystyle {\widehat {=}}} | {\displaystyle a\,{\widehat {=}}\,b} | {\displaystyle a} entspricht {\displaystyle b}                 | Entspricht-Zeichen  | \widehat{=} | U+2259  |
| {\displaystyle \sim }          | {\displaystyle a\sim b}              | {\displaystyle a} wird genauso geschätzt wie {\displaystyle b} | Präferenzrelation   | \sim        | -       |
| {\displaystyle \simeq }        | {\displaystyle a\simeq b}            | {\displaystyle a} ist asymptotisch gleich {\displaystyle b}    |                     | \simeq      | U+2243  |

### Vergleichszeichen
| Symbol                        | Verwendung                      | Interpretation | Artikel            | LaTeX        | Unicode |
| ----------------------------- | ------------------------------- | --- | ------------------ | ------------ | ------- |
| {\displaystyle <}             | {\displaystyle a<b}             | {\displaystyle a} ist kleiner als {\displaystyle b}                                                                            | Vergleich (Zahlen) | <            | U+003C  |
| {\displaystyle >}             | {\displaystyle a>b}             | {\displaystyle a} ist größer als {\displaystyle b}                                                                             | Vergleich (Zahlen) | >            | U+003E  |
| {\displaystyle \leq }         | {\displaystyle a\leq b}         | {\displaystyle a} ist kleiner als {\displaystyle b} oder gleich {\displaystyle b}                                              | Vergleich (Zahlen) | \le, \leq    | U+2264  |
| {\displaystyle \leqq }        | {\displaystyle a\leqq b}        | {\displaystyle a} ist kleiner als {\displaystyle b} oder gleich {\displaystyle b}                                              | Vergleich (Zahlen) | \leqq        | U+2266  |
| {\displaystyle \geq }         | {\displaystyle a\geq b}         | {\displaystyle a} ist größer als {\displaystyle b} oder gleich {\displaystyle b}                                               | Vergleich (Zahlen) | \ge, \geq    | U+2265  |
| {\displaystyle \geqq }        | {\displaystyle a\geqq b}        | {\displaystyle a} ist größer als {\displaystyle b} oder gleich {\displaystyle b}                                               | Vergleich (Zahlen) | \geqq        | U+2267  |
| {\displaystyle \ll }          | {\displaystyle a\ll b}          | {\displaystyle a} ist viel kleiner als {\displaystyle b}                                                                       | Vergleich (Zahlen) | \ll          | U+226A  |
| {\displaystyle \gg }          | {\displaystyle a\gg b}          | {\displaystyle a} ist viel größer als {\displaystyle b}                                                                        | Vergleich (Zahlen) | \gg          | U+226B  |
| {\displaystyle \lll }         | {\displaystyle a\lll b}         | {\displaystyle a} ist sehr viel kleiner als {\displaystyle b}                                                                  | Vergleich (Zahlen) | \lll         | U+22D8  |
| {\displaystyle \ggg }         | {\displaystyle a\ggg b}         | {\displaystyle a} ist sehr viel größer als {\displaystyle b}                                                                   | Vergleich (Zahlen) | \ggg         | U+22D9  |
| {\displaystyle \lessgtr }     | {\displaystyle a\lessgtr b}     | {\displaystyle a} ist kleiner oder größer als {\displaystyle b}                                                                | Vergleich (Zahlen) | \lessgtr     | U+2276  |
| {\displaystyle \gtrless }     | {\displaystyle a\gtrless b}     | {\displaystyle a} ist größer oder kleiner als {\displaystyle b}                                                                | Vergleich (Zahlen) | \gtrless     | U+2277  |
| {\displaystyle \prec }        | {\displaystyle a\prec b}        | {\displaystyle b} wird gegenüber {\displaystyle a} strikt vorgezogen                                                           | Präferenzrelation  | \prec        | U+227A  |
| {\displaystyle \succ }        | {\displaystyle a\succ b}        | {\displaystyle a} wird gegenüber {\displaystyle b} strikt vorgezogen                                                           | Präferenzrelation  | \succ        | U+227B  |
| {\displaystyle \preccurlyeq } | {\displaystyle a\preccurlyeq b} | {\displaystyle b} wird {\displaystyle a} schwach vorgezogen bzw. {\displaystyle b} ist mindestens so gut wie {\displaystyle a} | Präferenzrelation  | \preccurlyeq | U+227C  |
| {\displaystyle \succcurlyeq } | {\displaystyle a\succcurlyeq b} | {\displaystyle a} wird {\displaystyle b} schwach vorgezogen bzw. {\displaystyle a} ist mindestens so gut wie {\displaystyle b} | Präferenzrelation  | \succcurlyeq | U+227D  |

### Teilbarkeit
| Symbol                     | Verwendung                           | Interpretation                                                                  | Artikel                          | LaTeX     | Unicode |
| -------------------------- | ------------------------------------ | ------------------------------------------------------------------------------- | -------------------------------- | --------- | ------- |
| {\displaystyle \mid }      | {\displaystyle a\mid b}              | {\displaystyle a} teilt {\displaystyle b}                                       | Teilbarkeit                      | \mid      | U+2223  |
| {\displaystyle \parallel } | {\displaystyle a\parallel b}         | {\displaystyle a} teilt {\displaystyle b} exakt                                 | Teilbarkeit                      | \parallel | U+2225  |
| {\displaystyle \nmid }     | {\displaystyle a\nmid b}             | {\displaystyle a} teilt {\displaystyle b} nicht                                 | Teilbarkeit                      | \nmid     | U+2224  |
| {\displaystyle \perp }     | {\displaystyle a\perp b}             | {\displaystyle a} und {\displaystyle b} sind teilerfremd                        | Teilerfremdheit                  | \perp     | U+22A5  |
| {\displaystyle \sqcap }    | {\displaystyle a\sqcap b}            | größter gemeinsamer Teiler von {\displaystyle a} und {\displaystyle b}          | Größter gemeinsamer Teiler       | \sqcap    | U+2293  |
| {\displaystyle \wedge }    | {\displaystyle a\wedge b}            | größter gemeinsamer Teiler von {\displaystyle a} und {\displaystyle b}          | Größter gemeinsamer Teiler       | \wedge    | U+2227  |
| {\displaystyle \sqcup }    | {\displaystyle a\sqcup b}            | kleinstes gemeinsames Vielfaches von {\displaystyle a} und {\displaystyle b}    | Kleinstes gemeinsames Vielfaches | \sqcup    | U+2294  |
| {\displaystyle \vee }      | {\displaystyle a\vee b}              | kleinstes gemeinsames Vielfaches von {\displaystyle a} und {\displaystyle b}    | Kleinstes gemeinsames Vielfaches | \vee      | U+2228  |
| {\displaystyle \equiv }    | {\displaystyle a\equiv b{\bmod {m}}} | {\displaystyle a} und {\displaystyle b} sind kongruent modulo {\displaystyle m} | Kongruenz (Zahlentheorie)        | \equiv    | U+2261  |

### Intervalle
| Symbol               | Verwendung            | Interpretation                                                                | Artikel   | LaTeX   | Unicode                |
| -------------------- | --------------------- | ----------------------------------------------------------------------------- | --------- | ------- | ---------------------- |
| {\displaystyle [~~]} | {\displaystyle [a,b]} | abgeschlossenes Intervall zwischen {\displaystyle a} und {\displaystyle b}    | Intervall | ( ) [ ] | U+0028 U+0029 U+005B/D |
| {\displaystyle ]~~[} | {\displaystyle ]a,b[} | offenes Intervall zwischen {\displaystyle a} und {\displaystyle b}            | Intervall | ( ) [ ] | U+0028 U+0029 U+005B/D |
| {\displaystyle (~~)} | {\displaystyle (a,b)} | offenes Intervall zwischen {\displaystyle a} und {\displaystyle b}            | Intervall | ( ) [ ] | U+0028 U+0029 U+005B/D |
| {\displaystyle [~~[} | {\displaystyle [a,b[} | rechts halboffenes Intervall zwischen {\displaystyle a} und {\displaystyle b} | Intervall | ( ) [ ] | U+0028 U+0029 U+005B/D |
| {\displaystyle [~~)} | {\displaystyle [a,b)} | rechts halboffenes Intervall zwischen {\displaystyle a} und {\displaystyle b} | Intervall | ( ) [ ] | U+0028 U+0029 U+005B/D |
| {\displaystyle ]~~]} | {\displaystyle ]a,b]} | links halboffenes Intervall zwischen {\displaystyle a} und {\displaystyle b}  | Intervall | ( ) [ ] | U+0028 U+0029 U+005B/D |
| {\displaystyle (~~]} | {\displaystyle (a,b]} | links halboffenes Intervall zwischen {\displaystyle a} und {\displaystyle b}  | Intervall | ( ) [ ] | U+0028 U+0029 U+005B/D |

### Elementare Funktionen
| Symbol                             | Verwendung                        | Interpretation                                                                   | Artikel             | LaTeX           | Unicode  |
| ---------------------------------- | --------------------------------- | -------------------------------------------------------------------------------- | ------------------- | --------------- | -------- |
| {\displaystyle \|~~\|}             | {\displaystyle \|x\|}             | Betrag von {\displaystyle x}                                                     | Betragsfunktion     | \vert           | U+007C   |
| {\displaystyle \left[~~\right]}    | {\displaystyle \left[x\right]}    | größte ganze Zahl kleiner oder gleich {\displaystyle x} (veraltete Schreibweise) | Gaußklammer         | [ ]             | U+005B/D |
| {\displaystyle \lfloor ~~\rfloor } | {\displaystyle \lfloor x\rfloor } | größte ganze Zahl kleiner oder gleich {\displaystyle x}                          | Gaußklammer         | \lfloor \rfloor | U+230A/B |
| {\displaystyle \lceil ~~\rceil }   | {\displaystyle \lceil x\rceil }   | kleinste ganze Zahl größer oder gleich {\displaystyle x}                         | Gaußklammer         | \lceil \rceil   | U+2308/9 |
| {\displaystyle {\sqrt {\,}}}       | {\displaystyle {\sqrt {x}}}       | Wurzel aus {\displaystyle x}                                                     | Wurzel (Mathematik) | \sqrt           | U+221A   |
| {\displaystyle {\sqrt {\,}}}       | {\displaystyle {\sqrt[{n}]{x}}}   | {\displaystyle n}-te Wurzel aus {\displaystyle x}                                | Wurzel (Mathematik) | \sqrt           | U+221A   |
| {\displaystyle \%}                 | {\displaystyle p\,\%}             | {\displaystyle p} Prozent                                                        | Prozent             | \%              | U+0025   |

Anmerkung: Die Potenzfunktion wird nicht durch ein eigenes Symbol, sondern auch durch Hochstellung des Exponenten dargestellt.

### Komplexe Zahlen
| Symbol                     | Verwendung                 | Interpretation                                      | Artikel              | LaTeX | Unicode |
| -------------------------- | -------------------------- | --------------------------------------------------- | -------------------- | ----- | ------- |
| {\displaystyle \Re }       | {\displaystyle \Re (z)}    | Realteil der komplexen Zahl {\displaystyle z}       | Komplexe Zahl        | \Re   | U+211C  |
| {\displaystyle \Im }       | {\displaystyle \Im (z)}    | Imaginärteil der komplexen Zahl {\displaystyle z}   | Komplexe Zahl        | \Im   | U+2111  |
| {\displaystyle {\bar {~}}} | {\displaystyle {\bar {z}}} | Konjugiert komplexe Zahl der Zahl {\displaystyle z} | Komplexe Konjugation | \bar  | U+0305  |
| {\displaystyle {}^{\ast }} | {\displaystyle z^{\ast }}  | Konjugiert komplexe Zahl der Zahl {\displaystyle z} | Komplexe Konjugation | \ast  | U+002A  |
| {\displaystyle \|~~\|}     | {\displaystyle \|z\|}      | Betrag der komplexen Zahl {\displaystyle z}         | Betragsfunktion      | \vert | U+007C  |

Anmerkung: Zur Bezeichnung des Real- und Imaginärteils einer komplexen Zahl sind vor allem die Abkürzungen {\displaystyle \operatorname {Re} } und {\displaystyle \operatorname {Im} } gebräuchlich.

### Mathematische Konstanten
| Symbol                       | Interpretation    | Artikel          | LaTeX      | Unicode |
| ---------------------------- | ----------------- | ---------------- | ---------- | ------- |
| {\displaystyle \pi }         | Kreiszahl         | Kreiszahl        | \pi        | U+03C0  |
| {\displaystyle \mathrm {e} } | eulersche Zahl    | Eulersche Zahl   | \mathrm{e} | U+0065  |
| {\displaystyle \Phi }        | goldener Schnitt  | Goldener Schnitt | \Phi       | U+03A6  |
| {\displaystyle \mathrm {i} } | imaginäre Einheit | Imaginäre Zahl   | \mathrm{i} | U+0069  |

Siehe auch: Mathematische Konstante für Symbole weiterer mathematischer Konstanten.

## Analysis

### Folgen und Reihen
| Symbol                   | Verwendung                                           | Interpretation | Artikel              | LaTeX   | Unicode       |
| ------------------------ | ---------------------------------------------------- | --- | -------------------- | ------- | ------------- |
| {\displaystyle \sum }    | {\displaystyle \sum _{i=1}^{n},\sum _{i\in I}}       | Summe von {\displaystyle i=1} bis {\displaystyle n} bzw. über alle {\displaystyle i} in der Menge {\displaystyle I}     | Summe                | \sum    | U+2211        |
| {\displaystyle \prod }   | {\displaystyle \prod _{i=1}^{n},\prod _{i\in I}}     | Produkt von {\displaystyle i=1} bis {\displaystyle n} bzw. über alle {\displaystyle i} in der Menge {\displaystyle I}   | Produkt (Mathematik) | \prod   | U+220F        |
| {\displaystyle \coprod } | {\displaystyle \coprod _{i=1}^{n},\coprod _{i\in I}} | Koprodukt von {\displaystyle i=1} bis {\displaystyle n} bzw. über alle {\displaystyle i} in der Menge {\displaystyle I} | Koprodukt            | \coprod | U+2210        |
| {\displaystyle (~~)}     | {\displaystyle (a_{n})_{n}}                          | Folge mit den Folgengliedern {\displaystyle a_{1},a_{2},\ldots }                                                        | Folge (Mathematik)   | ( )     | U+0028 U+0029 |
| {\displaystyle \to }     | {\displaystyle a_{n}\to a}                           | die Folge {\displaystyle (a_{n})} konvergiert gegen den Grenzwert {\displaystyle a}                                     | Grenzwert (Folge)    | \to     | U+2192        |
| {\displaystyle \infty }  | {\displaystyle n\to \infty }                         | {\displaystyle n} divergiert nach unendlich                                                                             | Unendlichkeit        | \infty  | U+221E        |

### Funktionen
| Symbol                        | Verwendung                                                                | Interpretation | Artikel                                         | LaTeX   | Unicode       |
| ----------------------------- | ------------------------------------------------------------------------- | --- | ----------------------------------------------- | ------- | ------------- |
| {\displaystyle \to }          | {\displaystyle f\colon A\to B}                                            | die Funktion {\displaystyle f} bildet von der Menge {\displaystyle A} in die Menge {\displaystyle B} ab                    | Funktion (Mathematik)                           | \to     | U+2192        |
| {\displaystyle \to }          | {\displaystyle A\,{\stackrel {f}{\to }}\,B}                               | die Funktion {\displaystyle f} bildet von der Menge {\displaystyle A} in die Menge {\displaystyle B} ab                    | Funktion (Mathematik)                           | \to     | U+2192        |
| {\displaystyle \mapsto }      | {\displaystyle f\colon x\mapsto y}                                        | die Funktion {\displaystyle f} bildet das Element {\displaystyle x} auf das Element {\displaystyle y} ab                   | Funktion (Mathematik)                           | \mapsto | U+21A6        |
| {\displaystyle \mapsto }      | {\displaystyle x\,{\stackrel {f}{\mapsto }}\,y}                           | die Funktion {\displaystyle f} bildet das Element {\displaystyle x} auf das Element {\displaystyle y} ab                   | Funktion (Mathematik)                           | \mapsto | U+21A6        |
| {\displaystyle (~~)}          | {\displaystyle f(x)}                                                      | Funktionswert von {\displaystyle f} für das Element {\displaystyle x}                                                      | Bild (Mathematik)                               | ( )     | U+0028 U+0029 |
| {\displaystyle (~~)}          | {\displaystyle f(X)}                                                      | Bild der Menge {\displaystyle X} unter der Funktion {\displaystyle f}                                                      | Bild (Mathematik)                               | ( )     | U+0028 U+0029 |
| {\displaystyle [~~]}          | {\displaystyle f[X]}                                                      | Bild der Menge {\displaystyle X} unter der Funktion {\displaystyle f}                                                      | Bild (Mathematik)                               | [ ]     | U+005B/D      |
| {\displaystyle \vert }        | {\displaystyle f\vert _{X}}                                               | Einschränkung der Funktion {\displaystyle f} auf die Menge {\displaystyle X}                                               | Einschränkung                                   | \vert   | U+007C        |
| {\displaystyle \cdot }        | {\displaystyle f(\cdot )}                                                 | Platzhalter für eine Variable als Argument der Funktion {\displaystyle f}                                                  | Variable (Mathematik)                           | \cdot   | U+22C5        |
| {\displaystyle {}^{-1}}       | {\displaystyle f^{-1}}                                                    | Umkehrfunktion zu {\displaystyle f}                                                                                        | Umkehrfunktion                                  | ^{-1}   | U+207B        |
| {\displaystyle {}^{-1}}       | {\displaystyle f^{-1}(Y)}                                                 | Urbild der Menge {\displaystyle Y} unter der Funktion {\displaystyle f}                                                    | Urbild (Mathematik)                             |         |               |
| {\displaystyle \circ }        | {\displaystyle f\circ g}                                                  | Verkettung der Funktionen {\displaystyle f} und {\displaystyle g}                                                          | Komposition (Mathematik)                        | \circ   | U+2218        |
| {\displaystyle \ast }         | {\displaystyle f\ast g}                                                   | Faltung der Funktionen {\displaystyle f} und {\displaystyle g}                                                             | Faltung (Mathematik)                            | \ast    | U+2217        |
| {\displaystyle {\hat {~}}}    | {\displaystyle {\hat {f}}}                                                | Fourier-Transformierte der Funktion {\displaystyle f}                                                                      | Fourier-Transformation                          | \hat    | U+0302        |
| {\displaystyle \Vert ~\Vert } | {\displaystyle \Vert f\Vert _{\infty }},{\displaystyle \Vert f\Vert _{D}} | Supremumsnorm von {\displaystyle f}, bzw. Supremumsnorm von {\displaystyle f} auf dem Definitionsbereich {\displaystyle D} | Supremumsnorm                                   | \Vert   | U+2016        |
| {\displaystyle \exp }         | {\displaystyle \exp(x)}                                                   | Exponentialfunktion | Exponentialfunktion                             | \exp    |               |
| {\displaystyle \cos }         | {\displaystyle \cos(x)}                                                   | Kosinus von {\displaystyle x}                                                                                              | Sinus und Kosinus                               | \cos    |               |
| {\displaystyle \sin }         | {\displaystyle \sin(x)}                                                   | Sinus von {\displaystyle x}                                                                                                | Sinus und Kosinus                               | \sin    |               |
| {\displaystyle \tan }         | {\displaystyle \tan(x)}                                                   | Tangens von {\displaystyle x}                                                                                              | Tangens und Kotangens                           | \tan    |               |
| {\displaystyle \cot }         | {\displaystyle \cot(x)}                                                   | Kotangens von {\displaystyle x}                                                                                            | Tangens und Kotangens                           | \cot    |               |
| {\displaystyle \cosh }        | {\displaystyle \cosh(x)}                                                  | Kosinus hyperbolicus von {\displaystyle x}                                                                                 | Sinus hyperbolicus und Kosinus hyperbolicus     | \cosh   |               |
| {\displaystyle \sinh }        | {\displaystyle \sinh(x)}                                                  | Sinus hyperbolicus von {\displaystyle x}                                                                                   | Sinus hyperbolicus und Kosinus hyperbolicus     | \sinh   |               |
| {\displaystyle \tanh }        | {\displaystyle \tanh(x)}                                                  | Tangens hyperbolicus von {\displaystyle x}                                                                                 | Tangens hyperbolicus und Kotangens hyperbolicus | \tanh   |               |
| {\displaystyle \coth }        | {\displaystyle \coth(x)}                                                  | Kotangens hyperbolicus von {\displaystyle x}                                                                               | Tangens hyperbolicus und Kotangens hyperbolicus | \coth   |               |
| {\displaystyle \Gamma }       | {\displaystyle \Gamma (x)}                                                | Gammafunktion | Gammafunktion                                   | \Gamma  |               |
| {\displaystyle \log }         | {\displaystyle \log(x)},{\displaystyle \log _{a}(x)}                      | Logarithmus, Logarithmus zur Basis {\displaystyle a}                                                                       | Logarithmus                                     | \log    |               |
| {\displaystyle \ln }          | {\displaystyle \ln(x)}                                                    | Natürlicher Logarithmus | Natürlicher Logarithmus                         | \ln     |               |

Siehe auch: Symbolische Schreibweisen für Funktionen für weitere Notationsvarianten

### Grenzwerte
| Symbol                                   | Verwendung                                     | Interpretation                                                                                        | Artikel                 | LaTeX      | Unicode |
| ---------------------------------------- | ---------------------------------------------- | --- | ----------------------- | ---------- | ------- |
| {\displaystyle \uparrow }                | {\displaystyle \lim _{x\uparrow a}f(x)}        | linksseitiger Grenzwert der Funktion {\displaystyle f} für {\displaystyle x} gegen {\displaystyle a}  | Grenzwert (Funktion)    | \uparrow   | U+2191  |
| {\displaystyle \nearrow }                | {\displaystyle \lim _{x\nearrow a}f(x)}        | linksseitiger Grenzwert der Funktion {\displaystyle f} für {\displaystyle x} gegen {\displaystyle a}  | Grenzwert (Funktion)    | \nearrow   | U+2197  |
| {\displaystyle \to }                     | {\displaystyle \lim _{x\to a}f(x)}             | beidseitiger Grenzwert der Funktion {\displaystyle f} für {\displaystyle x} gegen {\displaystyle a}   | Grenzwert (Funktion)    | \to        | U+2192  |
| {\displaystyle \searrow }                | {\displaystyle \lim _{x\searrow a}f(x)}        | rechtsseitiger Grenzwert der Funktion {\displaystyle f} für {\displaystyle x} gegen {\displaystyle a} | Grenzwert (Funktion)    | \searrow   | U+2198  |
| {\displaystyle \downarrow }              | {\displaystyle \lim _{x\downarrow a}f(x)}      | rechtsseitiger Grenzwert der Funktion {\displaystyle f} für {\displaystyle x} gegen {\displaystyle a} | Grenzwert (Funktion)    | \downarrow | U+2193  |
| {\displaystyle X_{n}{\xrightarrow {p}}X} | {\displaystyle \operatorname {plim} (X_{n})=X} | Konvergenz in Wahrscheinlichkeit für {\displaystyle X_{n}} gegen {\displaystyle X}                    | Konvergenz (Stochastik) | \to        | U+2192  |
| {\displaystyle X_{n}{\xrightarrow {d}}X} | {\displaystyle x_{n}{\xrightarrow {d}}x}       | Konvergenz in Verteilung für {\displaystyle x_{n}} gegen {\displaystyle x}                            | Konvergenz (Stochastik) | \to        | U+2192  |
| {\displaystyle X_{n}{\xrightarrow {m}}X} | {\displaystyle x_{n}{\xrightarrow {m}}x}       | Konvergenz im quadratischen Mittel für {\displaystyle x_{n}} gegen {\displaystyle x}                  | Konvergenz (Stochastik) | \to        | U+2192  |

### Asymptotisches Verhalten
| Symbol                         | Verwendung                             | Interpretation                                                                             | Artikel               | LaTeX       | Unicode |
| ------------------------------ | -------------------------------------- | ------------------------------------------------------------------------------------------ | --------------------- | ----------- | ------- |
| {\displaystyle \sim }          | {\displaystyle f\sim g}                | die Funktion {\displaystyle f} ist asymptotisch gleich der Funktion {\displaystyle g}      | Asymptotische Analyse | \sim        | U+223C  |
| {\displaystyle o}              | {\displaystyle f\in o(g)}              | die Funktion {\displaystyle f} wächst langsamer als {\displaystyle g}                      | Landau-Symbole        | o           | U+006F  |
| {\displaystyle {\mathcal {O}}} | {\displaystyle f\in {\mathcal {O}}(g)} | die Funktion {\displaystyle f} wächst langsamer oder genauso schnell wie {\displaystyle g} | Landau-Symbole        | \mathcal{O} | U+1D4AA |
| {\displaystyle \Theta }        | {\displaystyle f\in \Theta (g)}        | die Funktion {\displaystyle f} wächst genauso schnell wie {\displaystyle g}                | Landau-Symbole        | \Theta      | U+0398  |
| {\displaystyle \Omega }        | {\displaystyle f\in \Omega (g)}        | die Funktion {\displaystyle f} wächst schneller oder genauso schnell wie {\displaystyle g} | Landau-Symbole        | \Omega      | U+03A9  |
| {\displaystyle \omega }        | {\displaystyle f\in \omega (g)}        | die Funktion {\displaystyle f} wächst schneller als {\displaystyle g}                      | Landau-Symbole        | \omega      | U+03C9  |

### Differentialrechnung
| Symbol                       | Verwendung                                             | Interpretation                                                                  | Artikel              | LaTeX       | Unicode        |
| ---------------------------- | ------------------------------------------------------ | ------------------------------------------------------------------------------- | -------------------- | ----------- | -------------- |
| {\displaystyle {}'}          | {\displaystyle f',f''}                                 | erste bzw. zweite Ableitung der Funktion {\displaystyle f}                      | Differentialrechnung | \prime      | U+2032         |
| {\displaystyle \cdot }       | {\displaystyle {\dot {f}},{\ddot {f}}}                 | erste bzw. zweite Ableitung von {\displaystyle f} nach der Zeit (in der Physik) | Differentialrechnung | \dot, \ddot | U+0307, U+0308 |
| {\displaystyle {}^{(~)}}     | {\displaystyle f^{(n)}}                                | {\displaystyle n}-te Ableitung der Funktion {\displaystyle f}                   | Differentialrechnung | ( )         | U+0028 U+0029  |
| {\displaystyle \mathrm {d} } | {\displaystyle {\frac {\mathrm {d} f}{\mathrm {d} x}}} | Ableitung der Funktion {\displaystyle f} nach {\displaystyle x}                 | Differentialrechnung | \mathrm{d}  | U+0064         |
| {\displaystyle \mathrm {d} } | {\displaystyle \mathrm {d} f}                          | totales Differential der Funktion {\displaystyle f}                             | Totales Differential | \mathrm{d}  | U+0064         |
| {\displaystyle \partial }    | {\displaystyle {\frac {\partial \!f}{\partial x}}}     | partielle Ableitung der Funktion {\displaystyle f} nach {\displaystyle x}       | Partielle Ableitung  | \partial    | U+2202         |

### Integralrechnung
| Symbol                                             | Verwendung                                                             | Interpretation                                                                                              | Artikel             | LaTeX                                                   | Unicode |
| -------------------------------------------------- | ---------------------------------------------------------------------- | --- | ------------------- | ------------------------------------------------------- | ------- |
| {\displaystyle \int }                              | {\displaystyle \int _{a}^{b}}, {\displaystyle \displaystyle \int _{G}} | bestimmtes Integral zwischen {\displaystyle a} und {\displaystyle b} bzw. über das Gebiet {\displaystyle G} | Integralrechnung    | \int                                                    | U+222B  |
| {\displaystyle \oint }                             | {\displaystyle \oint _{\gamma }}                                       | Integral über die Kurve {\displaystyle \gamma }                                                             | Kurvenintegral      | \oint                                                   | U+222E  |
| {\displaystyle \iint }                             | {\displaystyle \iint _{\mathcal {F}}}                                  | Integral über die Fläche {\displaystyle {\mathcal {F}}}                                                     | Oberflächenintegral | \iint                                                   | U+222C  |
| {\displaystyle \iiint }                            | {\displaystyle \iiint _{V}}                                            | Integral über das Volumen {\displaystyle V}                                                                 | Volumenintegral     | \iiint                                                  | U+222D  |
| {\displaystyle \int \limits _{a}^{\bar {b}}}       | {\displaystyle \int \limits _{a}^{\bar {b}}f(x)\ \mathrm {d} x}        | Oberintegral von {\displaystyle f} auf {\displaystyle [a,b]}                                                | Oberintegral        | \int\limits_{a}^{\bar b} f(x) \ \mathrm{d}x             |         |
| {\displaystyle \int \limits _{\underline {a}}^{b}} | {\displaystyle \int \limits _{\underline {a}}^{b}f(x)\ \mathrm {d} x}  | Unterintegral von {\displaystyle f} auf {\displaystyle [a,b]}                                               | Unterintegral       | \| \int\limits_{\underline a}^{b} f(x) \ \mathrm{d}x \| |         |
| \int\limits_{\underline a}^{b} f(x) \ \mathrm{d}x  |                                                                        | |                     |                                                         |         |

### Vektoranalysis
| Symbol                   | Verwendung                      | Interpretation                                     | Artikel                      | LaTeX   | Unicode |
| ------------------------ | ------------------------------- | -------------------------------------------------- | ---------------------------- | ------- | ------- |
| {\displaystyle \nabla }  | {\displaystyle \nabla f}        | Gradient der Funktion {\displaystyle f}            | Gradient (Mathematik)        | \nabla  | U+2207  |
| {\displaystyle \nabla }  | {\displaystyle \nabla \cdot F}  | Divergenz des Vektorfelds {\displaystyle F}        | Divergenz eines Vektorfeldes | \nabla  | U+2207  |
| {\displaystyle \nabla }  | {\displaystyle \nabla \times F} | Rotation des Vektorfelds {\displaystyle F}         | Rotation eines Vektorfeldes  | \nabla  | U+2207  |
| {\displaystyle \Delta }  | {\displaystyle \Delta f}        | Laplace-Operator der Funktion {\displaystyle f}    | Laplace-Operator             | \Delta  | U+2206  |
| {\displaystyle \square } | {\displaystyle \square f}       | D’Alembert-Operator der Funktion {\displaystyle f} | D’Alembert-Operator          | \square | U+25A1  |

### Topologie
| Symbol                           | Verwendung                      | Interpretation                                                     | Artikel               | LaTeX    | Unicode |
| -------------------------------- | ------------------------------- | ------------------------------------------------------------------ | --------------------- | -------- | ------- |
| {\displaystyle \partial }        | {\displaystyle \partial U}      | Rand der Menge {\displaystyle U}                                   | Rand (Topologie)      | \partial | U+2202  |
| {\displaystyle {}^{\circ }}      | {\displaystyle U^{\circ }}      | Inneres der Menge {\displaystyle U}                                | Innerer Punkt         | \circ    | U+02DA  |
| {\displaystyle {\overline {~~}}} | {\displaystyle {\overline {U}}} | Abschluss der Menge {\displaystyle U}                              | Abschluss (Topologie) | \bar     | U+0305  |
| {\displaystyle {\dot {~}}}       | {\displaystyle {\dot {U}}(x)}   | Punktierte Umgebung {\displaystyle U} des Punkts {\displaystyle x} | Punktierte Umgebung   | \dot     | U+0307  |
| {\displaystyle {}^{\bullet }}    | {\displaystyle U^{\bullet }(x)} | Punktierte Umgebung {\displaystyle U} des Punkts {\displaystyle x} | Punktierte Umgebung   | \bullet  | U+2219  |

### Funktionalanalysis
| Symbol                           | Verwendung                         | Interpretation                                                                     | Artikel                 | LaTeX           | Unicode |
| -------------------------------- | ---------------------------------- | ---------------------------------------------------------------------------------- | ----------------------- | --------------- | ------- |
| {\displaystyle {}'}              | {\displaystyle V'}                 | topologischer Dualraum des topologischen Vektorraums {\displaystyle V}             | Topologischer Dualraum  | \prime          | U+2032  |
| {\displaystyle {}''}             | {\displaystyle V''}                | Bidualraum des normierten Vektorraums {\displaystyle V}                            | Bidualraum              | \prime          | U+2032  |
| {\displaystyle {\hat {~}}}       | {\displaystyle {\hat {X}}}         | Vervollständigung des metrischen Raums {\displaystyle X}                           | Vollständiger Raum      | \hat            | U+0302  |
| {\displaystyle \hookrightarrow } | {\displaystyle X\hookrightarrow Y} | Einbettung des topologischen Raums {\displaystyle X} in den Raum {\displaystyle Y} | Einbettung (Mathematik) | \hookrightarrow | U+21AA  |
| {\displaystyle {}^{\ast }}       | {\displaystyle T^{\ast }}          | Adjungierter Operator des linearen Operators {\displaystyle T}                     | Adjungierter Operator   | \ast            | U+002A  |

### Maßtheorie
| Symbol                  | Verwendung                              | Interpretation                                                                              | Artikel              | LaTeX  | Unicode |
| ----------------------- | --------------------------------------- | ------------------------------------------------------------------------------------------- | -------------------- | ------ | ------- |
| {\displaystyle \ll }    | {\displaystyle \nu \ll \mu }            | Das Maß {\displaystyle \nu } ist absolut stetig bezüglich {\displaystyle \mu }              | Absolut stetiges Maß | \ll    | U+226A  |
| {\displaystyle \perp }  | {\displaystyle \nu \perp \mu }          | Das Maß {\displaystyle \nu } ist singulär bezüglich {\displaystyle \mu }                    | Singuläres Maß       | \perp  | U+22A5  |
| {\displaystyle \sigma } | {\displaystyle \sigma ({\mathcal {M}})} | Die kleinste {\displaystyle \sigma }-Algebra, welche {\displaystyle {\mathcal {M}}} enthält | σ-Algebra            | \sigma | U+03C3  |
| {\displaystyle \delta } | {\displaystyle \delta ({\mathcal {E}})} | Das kleinste Dynkin-System, welches {\displaystyle {\mathcal {E}}} enthält                  | Dynkin-System        | \delta | U+03B4  |

## Lineare Algebra und Geometrie

### Elementargeometrie
| Symbol                                 | Verwendung                               | Interpretation                                                                                           | Artikel                  | LaTeX      | Unicode       |
| -------------------------------------- | ---------------------------------------- | --- | ------------------------ | ---------- | ------------- |
| {\displaystyle [~~]}                   | {\displaystyle [AB]}                     | Strecke zwischen den Punkten {\displaystyle A} und {\displaystyle B}                                     | Strecke (Geometrie)      | [ ]        | U+005B/D      |
| {\displaystyle \|~~\|}                 | {\displaystyle \|AB\|}                   | Länge der Strecke zwischen den Punkten {\displaystyle A} und {\displaystyle B}                           | Strecke (Geometrie)      | \vert      | U+007C        |
| {\displaystyle {\overline {~~}}}       | {\displaystyle {\overline {AB}}}         | Länge der Strecke zwischen den Punkten {\displaystyle A} und {\displaystyle B}                           | Strecke (Geometrie)      | \overline  | U+0305        |
| {\displaystyle {\overrightarrow {~~}}} | {\displaystyle {\overrightarrow {AB}}}   | Verbindungsvektor der Punkte {\displaystyle A} und {\displaystyle B}                                     | Vektor                   | \vec       | U+20D7        |
| {\displaystyle (~~)}                   | {\displaystyle (AB)}                     | Verbindungsgerade der Punkte {\displaystyle A} und {\displaystyle B}                                     | Verbindungsgerade        | ( )        | U+0028 U+0029 |
| {\displaystyle \angle }                | {\displaystyle \angle ABC}               | Winkel mit den Schenkeln {\displaystyle BA} und {\displaystyle BC}                                       | Winkel                   | \angle     | U+2220        |
| {\displaystyle \triangle }             | {\displaystyle \triangle ABC}            | Dreieck mit den Eckpunkten {\displaystyle A}, {\displaystyle B} und {\displaystyle C}                    | Dreieck                  | \triangle  | U+25B3        |
| {\displaystyle \square }               | {\displaystyle \square {\mathit {ABCD}}} | Viereck mit den Eckpunkten {\displaystyle A}, {\displaystyle B}, {\displaystyle C} und {\displaystyle D} | Viereck                  | \square    | U+25A1        |
| {\displaystyle \parallel }             | {\displaystyle g\parallel h}             | die Geraden {\displaystyle g} und {\displaystyle h} sind parallel zueinander                             | Parallelität (Geometrie) | \parallel  | U+2225        |
| {\displaystyle \nparallel }            | {\displaystyle g\nparallel h}            | die Geraden {\displaystyle g} und {\displaystyle h} sind nicht parallel zueinander                       | Parallelität (Geometrie) | \nparallel | U+2226        |
| {\displaystyle \perp }                 | {\displaystyle g\perp h}                 | die Geraden {\displaystyle g} und {\displaystyle h} sind orthogonal zueinander                           | Orthogonalität           | \perp      | U+22A5        |

### Vektoren und Matrizen
| Symbol | Interpretation                                                                            | Artikel             | LaTeX                                                                                    |
| --- | ----------------------------------------------------------------------------------------- | ------------------- | ---------------------------------------------------------------------------------------- |
| {\displaystyle {\begin{pmatrix}v_{1},\ldots ,v_{n}\end{pmatrix}}}                                                               | Zeilenvektor bestehend aus den Elementen {\displaystyle v_{1}} bis {\displaystyle v_{n}}  | Vektor              | \begin{pmatrix} ... \end{pmatrix} oder \left( \begin{array}{...} ... \end{array} \right) |
| {\displaystyle {\begin{pmatrix}v_{1}\\\vdots \\v_{m}\end{pmatrix}}}                                                             | Spaltenvektor bestehend aus den Elementen {\displaystyle v_{1}} bis {\displaystyle v_{m}} | Vektor              | \begin{pmatrix} ... \end{pmatrix} oder \left( \begin{array}{...} ... \end{array} \right) |
| {\displaystyle {\begin{pmatrix}a_{11}&\!\ldots \!&a_{1n}\\\vdots &\!\ddots \!&\vdots \\a_{m1}&\!\ldots \!&a_{mn}\end{pmatrix}}} | Matrix bestehend aus den Elementen {\displaystyle a_{11}} bis {\displaystyle a_{mn}}      | Matrix (Mathematik) | \begin{pmatrix} ... \end{pmatrix} oder \left( \begin{array}{...} ... \end{array} \right) |

### Vektorrechnung
| Symbol                             | Verwendung                                                                   | Interpretation                                                                      | Artikel            | LaTeX           | Unicode       |
| ---------------------------------- | ---------------------------------------------------------------------------- | ----------------------------------------------------------------------------------- | ------------------ | --------------- | ------------- |
| {\displaystyle \cdot }             | {\displaystyle v\cdot w}                                                     | Skalarprodukt der Vektoren {\displaystyle v} und {\displaystyle w}                  | Skalarprodukt      | \cdot           | U+22C5        |
| {\displaystyle (~~)}               | {\displaystyle (v,w)}                                                        | Skalarprodukt der Vektoren {\displaystyle v} und {\displaystyle w}                  | Skalarprodukt      | ( )             | U+0028 U+0029 |
| {\displaystyle \langle ~~\rangle } | {\displaystyle \langle v,w\rangle } {\displaystyle \langle v\,\|\,w\rangle } | Skalarprodukt der Vektoren {\displaystyle v} und {\displaystyle w}                  | Skalarprodukt      | \langle \rangle | U+27E8 U+27E9 |
| {\displaystyle \times }            | {\displaystyle v\times w}                                                    | Kreuzprodukt (Vektorprodukt) der Vektoren {\displaystyle v} und {\displaystyle w}   | Kreuzprodukt       | \times          | U+2A2F        |
| {\displaystyle [~~]}               | {\displaystyle [v,w]}                                                        | Kreuzprodukt (Vektorprodukt) der Vektoren {\displaystyle v} und {\displaystyle w}   | Kreuzprodukt       | [ ]             | U+005B/D      |
| {\displaystyle (~~)}               | {\displaystyle (u,v,w)}                                                      | Spatprodukt der Vektoren {\displaystyle u}, {\displaystyle v} und {\displaystyle w} | Spatprodukt        | ( )             | U+0028 U+0029 |
| {\displaystyle \otimes }           | {\displaystyle v\otimes w}                                                   | dyadisches Produkt der Vektoren {\displaystyle v} und {\displaystyle w}             | Dyadisches Produkt | \otimes         | U+2297        |
| {\displaystyle \wedge }            | {\displaystyle v\wedge w}                                                    | Dachprodukt der Vektoren {\displaystyle v} und {\displaystyle w}                    | Dachprodukt        | \wedge          | U+2227        |
| {\displaystyle \|~~\|}             | {\displaystyle \|v\|}                                                        | Betrag des Vektors {\displaystyle v}                                                | Vektor             | \vert           | U+007C        |
| {\displaystyle \\|~~\\|}           | {\displaystyle \\|v\\|}                                                      | Norm des Vektors {\displaystyle v}                                                  | Vektornorm         | \Vert, \\|      | U+2016        |
| {\displaystyle {\hat {~}}}         | {\displaystyle {\hat {v}}}                                                   | Einheitsvektor zum Vektor {\displaystyle v}                                         | Einheitsvektor     | \hat            | U+0302        |

### Matrizenrechnung
| Symbol                        | Verwendung                    | Interpretation                                                                               | Artikel                   | LaTeX      | Unicode |
| ----------------------------- | ----------------------------- | -------------------------------------------------------------------------------------------- | ------------------------- | ---------- | ------- |
| {\displaystyle \cdot }        | {\displaystyle A\cdot B}      | Produkt der Matrizen {\displaystyle A} und {\displaystyle B}                                 | Matrizenmultiplikation    | \cdot      | U+22C5  |
| {\displaystyle \colon }       | {\displaystyle A\,\colon \,B} | Frobenius-Skalarprodukt der Matrizen {\displaystyle A} und {\displaystyle B} (in der Physik) | Frobenius-Skalarprodukt   | \colon     | U+003A  |
| {\displaystyle \circ }        | {\displaystyle A\circ B}      | Hadamard-Produkt der Matrizen {\displaystyle A} und {\displaystyle B}                        | Hadamard-Produkt          | \circ      | U+2218  |
| {\displaystyle \otimes }      | {\displaystyle A\otimes B}    | Kronecker-Produkt der Matrizen {\displaystyle A} und {\displaystyle B}                       | Kronecker-Produkt         | \otimes    | U+2297  |
| {\displaystyle {}^{T}}        | {\displaystyle A^{T}}         | transponierte Matrix der Matrix {\displaystyle A}                                            | Transponierte Matrix      | T          | U+0054  |
| {\displaystyle {}^{H}}        | {\displaystyle A^{H}}         | adjungierte Matrix der Matrix {\displaystyle A}                                              | Adjungierte Matrix        | H          | U+0048  |
| {\displaystyle {}^{\ast }}    | {\displaystyle A^{\ast }}     | adjungierte Matrix der Matrix {\displaystyle A}                                              | Adjungierte Matrix        | \ast       | U+002A  |
| {\displaystyle {}^{\dagger }} | {\displaystyle A^{\dagger }}  | adjungierte Matrix der Matrix {\displaystyle A}                                              | Adjungierte Matrix        | \dagger    | U+2020  |
| {\displaystyle {}^{-1}}       | {\displaystyle A^{-1}}        | inverse Matrix der Matrix {\displaystyle A}                                                  | Inverse Matrix            | -1         | U+207B  |
| {\displaystyle {}^{+}}        | {\displaystyle A^{+}}         | Moore-Penrose-Inverse der Matrix {\displaystyle A}                                           | Pseudoinverse             | +          | U+002B  |
| {\displaystyle \|~~\|}        | {\displaystyle \|A\|}         | Determinante der Matrix {\displaystyle A}                                                    | Determinante (Mathematik) | \vert      | U+007C  |
| {\displaystyle \det }         | {\displaystyle \det(A)}       | Determinante der Matrix {\displaystyle A}                                                    | Determinante (Mathematik) | \det       |         |
| {\displaystyle \\|~~\\|}      | {\displaystyle \\|A\\|}       | Norm der Matrix {\displaystyle A}                                                            | Matrixnorm                | \Vert, \\| | U+2016  |

### Vektorräume
| Symbol                             | Verwendung                        | Interpretation                                                                          | Artikel                  | LaTeX           | Unicode  |
| ---------------------------------- | --------------------------------- | --------------------------------------------------------------------------------------- | ------------------------ | --------------- | -------- |
| {\displaystyle +}                  | {\displaystyle V+W}               | Summe der Vektorräume {\displaystyle V} und {\displaystyle W}                           | Direkte Summe            | +               | U+002B   |
| {\displaystyle \oplus }            | {\displaystyle V\oplus W}         | direkte Summe der Vektorräume {\displaystyle V} und {\displaystyle W}                   | Direkte Summe            | \oplus          | U+2295   |
| {\displaystyle \times }            | {\displaystyle V\times W}         | direktes Produkt der Vektorräume {\displaystyle V} und {\displaystyle W}                | Direktes Produkt         | \times          | U+2A2F   |
| {\displaystyle \otimes }           | {\displaystyle V\otimes W}        | Tensorprodukt der Vektorräume {\displaystyle V} und {\displaystyle W}                   | Tensorprodukt            | \otimes         | U+2297   |
| {\displaystyle /}                  | {\displaystyle V\,/\,U}           | Faktorraum des Vektorraums {\displaystyle V} nach dem Untervektorraum {\displaystyle U} | Faktorraum               | /               | U+002F   |
| {\displaystyle {}^{\perp }}        | {\displaystyle U^{\perp }}        | orthogonales Komplement des Untervektorraums {\displaystyle U}                          | Orthogonales Komplement  | \perp           | U+27C2   |
| {\displaystyle {}^{\ast }}         | {\displaystyle V^{\ast }}         | Dualraum des Vektorraums {\displaystyle V}                                              | Dualraum                 | \ast            | U+002A   |
| {\displaystyle {}^{0}}             | {\displaystyle X^{0}}             | Annihilatorraum der Menge von Vektoren {\displaystyle X}                                | Annihilator (Mathematik) | 0               | U+0030   |
| {\displaystyle \langle ~~\rangle } | {\displaystyle \langle X\rangle } | lineare Hülle der Menge von Vektoren {\displaystyle X}                                  | Lineare Hülle            | \langle \rangle | U+27E8/9 |

## Algebra

### Relationen
| Symbol                     | Verwendung                 | Interpretation                                                                            | Artikel                     | LaTeX   | Unicode  |
| -------------------------- | -------------------------- | ----------------------------------------------------------------------------------------- | --------------------------- | ------- | -------- |
| {\displaystyle \circ }     | {\displaystyle R\circ S}   | Komposition der Relationen {\displaystyle R} und {\displaystyle S}                        | Komposition (Mathematik)    | \circ   | U+2218   |
| {\displaystyle \circ }     | {\displaystyle a\circ b}   | Verknüpfung der Elemente {\displaystyle a} und {\displaystyle b} (allgemein)              | Verknüpfung (Mathematik)    | \circ   | U+2218   |
| {\displaystyle \bullet }   | {\displaystyle a\bullet b} | Verknüpfung der Elemente {\displaystyle a} und {\displaystyle b} (allgemein)              | Verknüpfung (Mathematik)    | \bullet | U+2219   |
| {\displaystyle \ast }      | {\displaystyle a\ast b}    | Verknüpfung der Elemente {\displaystyle a} und {\displaystyle b} (allgemein)              | Verknüpfung (Mathematik)    | \ast    | U+2217   |
| {\displaystyle \leq }      | {\displaystyle a\leq b}    | Ordnungsrelation zwischen den Elementen {\displaystyle a} und {\displaystyle b}           | Ordnungsrelation            | \leq    | U+2264   |
| {\displaystyle \prec }     | {\displaystyle a\prec b}   | das Element {\displaystyle a} ist Vorgänger des Elements {\displaystyle b}                | Nachfolger (Mathematik)     | \prec   | U+227A   |
| {\displaystyle \succ }     | {\displaystyle a\succ b}   | das Element {\displaystyle a} ist Nachfolger des Elements {\displaystyle b}               | Nachfolger (Mathematik)     | \succ   | U+227B   |
| {\displaystyle \sim }      | {\displaystyle a\sim b}    | Äquivalenzrelation zwischen den Elementen {\displaystyle a} und {\displaystyle b}         | Äquivalenzrelation          | \sim    | U+223C   |
| {\displaystyle [~~]}       | {\displaystyle [a]}        | Äquivalenzklasse des Elements {\displaystyle a}                                           | Äquivalenzklasse            | [ ]     | U+005B/D |
| {\displaystyle /}          | {\displaystyle M/\sim }    | Faktormenge der Menge {\displaystyle M} nach der Äquivalenzrelation {\displaystyle \sim } | Faktormenge (Mathematik)    | /       | U+002F   |
| {\displaystyle {}^{-1}}    | {\displaystyle R^{-1}}     | Umkehrrelation der Relation {\displaystyle R}                                             | Umkehrrelation              | -1      | U+207B   |
| {\displaystyle {}^{+}}     | {\displaystyle R^{+}}      | Transitive Hülle der Relation {\displaystyle R}                                           | Transitive Hülle (Relation) | +       | U+002B   |
| {\displaystyle {}^{\ast }} | {\displaystyle R^{\ast }}  | Reflexiv-transitive Hülle der Relation {\displaystyle R}                                  | Transitive Hülle (Relation) | \ast    | U+002A   |

### Gruppentheorie
| Symbol                             | Verwendung                          | Interpretation                                                                    | Artikel                      | LaTeX            | Unicode       |
| ---------------------------------- | ----------------------------------- | --------------------------------------------------------------------------------- | ---------------------------- | ---------------- | ------------- |
| {\displaystyle \simeq }            | {\displaystyle G\simeq H}           | die Gruppen {\displaystyle G} und {\displaystyle H} sind isomorph                 | Gruppenisomorphismus         | \simeq           | U+2243        |
| {\displaystyle \cong }             | {\displaystyle G\cong H}            | die Gruppen {\displaystyle G} und {\displaystyle H} sind isomorph                 | Gruppenisomorphismus         | \cong            | U+2245        |
| {\displaystyle \times }            | {\displaystyle G\times H}           | Direktes Produkt der Gruppen {\displaystyle G} und {\displaystyle H}              | Direktes Produkt             | \times           | U+2A2F        |
| {\displaystyle \rtimes }           | {\displaystyle G\rtimes H}          | Semidirektes Produkt der Gruppen {\displaystyle G} und {\displaystyle H}          | Semidirektes Produkt         | \rtimes          | U+22CA        |
| {\displaystyle \wr }               | {\displaystyle G\,\wr \,H}          | Kranzprodukt der Gruppen {\displaystyle G} und {\displaystyle H}                  | Kranzprodukt                 | \wr              | U+2240        |
| {\displaystyle \leq }              | {\displaystyle U\leq G}             | {\displaystyle U} ist eine Untergruppe der Gruppe {\displaystyle G}               | Untergruppe                  | \leq             | U+2264        |
| {\displaystyle <}                  | {\displaystyle U<G}                 | {\displaystyle U} ist eine echte Untergruppe der Gruppe {\displaystyle G}         | Untergruppe                  | \lt              | U+003C        |
| {\displaystyle \vartriangleleft }  | {\displaystyle N\vartriangleleft G} | {\displaystyle N} ist ein Normalteiler der Gruppe {\displaystyle G}               | Normalteiler                 | \vartriangleleft | U+22B2        |
| {\displaystyle \trianglelefteq }   | {\displaystyle N\trianglelefteq G}  | {\displaystyle N} ist ein Normalteiler der Gruppe {\displaystyle G}               | Normalteiler                 | \trianglelefteq  |               |
| {\displaystyle /}                  | {\displaystyle G/N}                 | Faktorgruppe der Gruppe {\displaystyle G} nach dem Normalteiler {\displaystyle N} | Faktorgruppe                 | /                | U+002F        |
| {\displaystyle \colon }            | {\displaystyle (G\colon U)}         | Index der Untergruppe {\displaystyle U} in der Gruppe {\displaystyle G}           | Index (Gruppentheorie)       | \colon           | U+003A        |
| {\displaystyle \langle ~~\rangle } | {\displaystyle \langle E\rangle }   | Untergruppe, die durch die Menge {\displaystyle E} erzeugt wird                   | Erzeuger (Algebra)           | \langle \rangle  | U+27E8/9      |
| {\displaystyle (~~)}               | {\displaystyle (g,h)}               | Konjugation der Gruppenelemente {\displaystyle g} und {\displaystyle h}           | Konjugation (Gruppentheorie) | ( )              | U+0028 U+0029 |
| {\displaystyle [~~]}               | {\displaystyle [g,h]}               | Kommutator der Gruppenelemente {\displaystyle g} und {\displaystyle h}            | Kommutator (Mathematik)      | [ ]              | U+005B/D      |

### Körpertheorie
| Symbol                           | Verwendung                      | Interpretation                                                              | Artikel                 | LaTeX      | Unicode |
| -------------------------------- | ------------------------------- | --------------------------------------------------------------------------- | ----------------------- | ---------- | ------- |
| {\displaystyle /}                | {\displaystyle L/K}             | Erweiterung des Körpers {\displaystyle L} über den Körper {\displaystyle K} | Körpererweiterung       | /          | U+002F  |
| {\displaystyle \mid }            | {\displaystyle L\mid K}         | Erweiterung des Körpers {\displaystyle L} über den Körper {\displaystyle K} | Körpererweiterung       | \mid       | U+007C  |
| {\displaystyle \colon }          | {\displaystyle L\colon K}       | Erweiterung des Körpers {\displaystyle L} über den Körper {\displaystyle K} | Körpererweiterung       | \colon     | U+003A  |
| {\displaystyle \colon }          | {\displaystyle [L\colon K]}     | Grad der Körpererweiterung {\displaystyle L} über {\displaystyle K}         | Erweiterungsgrad        | \colon     | U+003A  |
| {\displaystyle {\overline {~~}}} | {\displaystyle {\overline {K}}} | Algebraischer Abschluss des Körpers {\displaystyle K}                       | Algebraischer Abschluss | \overline  | U+0305  |
| {\displaystyle \mathbb {K} }     |                                 | Körper der reellen oder komplexen Zahlen                                    | Körper (Algebra)        | \mathbb{K} | U+1D542 |
| {\displaystyle \mathbb {F} }     |                                 | endlicher Körper                                                            | Endlicher Körper        | \mathbb{F} | U+1D53D |

### Ringtheorie
| Symbol                            | Verwendung                          | Interpretation                                                                  | Artikel             | LaTeX            | Unicode  |
| --------------------------------- | ----------------------------------- | ------------------------------------------------------------------------------- | ------------------- | ---------------- | -------- |
| {\displaystyle {}^{\ast }}        | {\displaystyle R^{\ast }}           | Einheitengruppe des Rings {\displaystyle R}                                     | Einheitengruppe     | \ast             | U+2217   |
| {\displaystyle {}^{\times }}      | {\displaystyle R^{\times }}         | Einheitengruppe des Rings {\displaystyle R}                                     | Einheitengruppe     | \times           | U+2A2F   |
| {\displaystyle \vartriangleleft } | {\displaystyle I\vartriangleleft R} | {\displaystyle I} ist ein Ideal des Rings {\displaystyle R}                     | Ideal (Ringtheorie) | \vartriangleleft | U+22B2   |
| {\displaystyle /}                 | {\displaystyle R/I}                 | Faktorring des Rings {\displaystyle R} nach dem Ideal {\displaystyle I}         | Faktorring          | /                | U+002F   |
| {\displaystyle [~~]}              | {\displaystyle R[X]}                | Polynomring über dem Ring {\displaystyle R} mit der Variablen {\displaystyle X} | Polynomring         | [ ]              | U+005B/D |

## Stochastik

### Kombinatorik
| Symbol                                            | Verwendung                                         | Interpretation                                                                                 | Artikel                            | LaTeX         | Unicode       |
| ------------------------------------------------- | -------------------------------------------------- | ---------------------------------------------------------------------------------------------- | ---------------------------------- | ------------- | ------------- |
| {\displaystyle !}                                 | {\displaystyle n!}                                 | Zahl der Permutationen von {\displaystyle n} Elementen                                         | Fakultät                           | !             | U+0021        |
| {\displaystyle !}                                 | {\displaystyle !n}                                 | Zahl der fixpunktfreien Permutationen von {\displaystyle n} Elementen                          | Subfakultät                        | !             | U+0021        |
| {\displaystyle !}                                 | {\displaystyle n!!}                                | Zahl der echt involutorischen Permutationen ({\displaystyle n} ungerade)                       | Doppelfakultät                     | !             | U+0021        |
| {\displaystyle {\tbinom {~}{~}}}                  | {\displaystyle {\tbinom {n}{k}}}                   | Zahl der Kombinationen ohne Wiederholung von {\displaystyle k} aus {\displaystyle n} Elementen | Binomialkoeffizient                | \binom        | U+0028 U+0029 |
| {\displaystyle {\tbinom {~}{~}}}                  | {\displaystyle {\tbinom {n}{k_{1},\ldots ,k_{r}}}} | Zahl der Anordnungen von {\displaystyle k_{1},\ldots ,k_{r}} verschiedenen Elementen           | Multinomialkoeffizient             | \binom        | U+0028 U+0029 |
| {\displaystyle \left(\!{\tbinom {~}{~}}\!\right)} | {\displaystyle \left(\!{\tbinom {n}{k}}\!\right)}  | Zahl der Kombinationen mit Wiederholung von {\displaystyle k} aus {\displaystyle n} Elementen  | Multimenge                         | U+0028 U+0029 |               |
| {\displaystyle {\overline {~~}}}                  | {\displaystyle n^{\overline {m}}}                  | Steigende Faktorielle ab {\displaystyle n} mit {\displaystyle m} Faktoren                      | Fallende und steigende Faktorielle | \overline     | U+0305        |
| {\displaystyle {\overline {~~}}}                  | {\displaystyle n^{\underline {m}}}                 | Fallende Faktorielle ab {\displaystyle n} mit {\displaystyle m} Faktoren                       | Fallende und steigende Faktorielle | \underline    | U+0332        |
| {\displaystyle \#}                                | {\displaystyle n\#}                                | Produkt der Primzahlen kleiner oder gleich {\displaystyle n}                                   | Primorial                          | \#            | U+0023        |

### Wahrscheinlichkeitsrechnung
| Symbol                                     | Verwendung                                       | Interpretation                                                                                       | Artikel                                         | LaTeX        | Unicode        |
| ------------------------------------------ | ------------------------------------------------ | --- | ----------------------------------------------- | ------------ | -------------- |
| {\displaystyle P}                          | {\displaystyle P(A)}                             | Wahrscheinlichkeit des Ereignisses {\displaystyle A}                                                 | Wahrscheinlichkeitsmaß                          | P            | U+1D443        |
| {\displaystyle \mid }                      | {\displaystyle P(A\mid B)}                       | Wahrscheinlichkeit von {\displaystyle A} unter der Voraussetzung {\displaystyle B}                   | Bedingte Wahrscheinlichkeit                     | \mid         | U+007C         |
| {\displaystyle \operatorname {E} }         | {\displaystyle \operatorname {E} [X\mid Y]}      | Erwartungswert der Zufallsvariable {\displaystyle X} bedingt durch {\displaystyle Y}                 | Erwartungswert                                  | -            | U+0045         |
| {\displaystyle \operatorname {E} }         | {\displaystyle \operatorname {E} [X]}            | Erwartungswert der Zufallsvariable {\displaystyle X}                                                 | Erwartungswert                                  | -            | U+0045         |
| {\displaystyle \operatorname {Var} }       | {\displaystyle \operatorname {Var} [X]}          | Varianz der Zufallsvariable {\displaystyle X}                                                        | Varianz (Stochastik)                            | -            | -              |
| {\displaystyle \operatorname {sd} }        | {\displaystyle \operatorname {sd} [X]}           | Standardabweichung der Zufallsvariable {\displaystyle X}                                             | Standardabweichung (Wahrscheinlichkeitstheorie) | -            | -              |
| {\displaystyle \operatorname {Cov} }       | {\displaystyle \operatorname {Cov} [X,Y]}        | Kovarianz der Zufallsvariablen {\displaystyle X} und {\displaystyle Y}                               | Kovarianz (Stochastik)                          | -            | -              |
| {\displaystyle \rho }                      | {\displaystyle \rho (X,Y)}                       | Korrelation der Zufallsvariablen {\displaystyle X} und {\displaystyle Y}                             | Korrelationskoeffizient                         | \rho         | U+03C1         |
| {\displaystyle R^{2}}                      | {\displaystyle \rho (X,Y)^{2}}                   | Quadrat der Korrelation zwischen den Zufallsvariablen {\displaystyle X} und {\displaystyle Y}        | Bestimmtheitsmaß                                | \mathit{R}^2 | U+1D445 U+00B2 |
| {\displaystyle \sim }                      | {\displaystyle X\sim F}                          | die Zufallsvariable {\displaystyle X} folgt der Verteilung {\displaystyle F}                         | Wahrscheinlichkeitsverteilung                   | \sim         | U+223C         |
| {\displaystyle \nsim }                     | {\displaystyle X\nsim F}                         | die Zufallsvariable {\displaystyle X} folgt nicht der Verteilung {\displaystyle F}                   | Wahrscheinlichkeitsverteilung                   | \nsim        | U+2241         |
| {\displaystyle {\stackrel {a.s.}{\sim }}}  | {\displaystyle X\;{\stackrel {a.s.}{\sim }}\;F}  | die Zufallsvariable {\displaystyle X} folgt fast sicher der Verteilung {\displaystyle F}             | Wahrscheinlichkeitsverteilung                   | \approx      | U+2248         |
| {\displaystyle {\stackrel {a}{\sim }}}     | {\displaystyle X\;{\stackrel {a}{\sim }}\;F}     | die Zufallsvariable {\displaystyle X} folgt approximativ der Verteilung {\displaystyle F}            | Wahrscheinlichkeitsverteilung                   | \approx      | U+2248         |
| {\displaystyle {\stackrel {H_{0}}{\sim }}} | {\displaystyle X\;{\stackrel {H_{0}}{\sim }}\;F} | die Zufallsvariable {\displaystyle X} folgt unter der Nullhypothese der Verteilung {\displaystyle F} | Wahrscheinlichkeitsverteilung                   | \sim         | U+223C         |
| {\displaystyle \perp \!\!\!\perp }         | {\displaystyle X\perp \!\!\!\perp Y}             | die Zufallsvariablen {\displaystyle X} und {\displaystyle Y} sind stochastisch unabhängig            | Stochastisch unabhängige Zufallsvariablen       | -            | -              |

Anmerkung: Für die Operatoren existieren einige Notationsvarianten; statt runder Klammern werden häufig auch eckige Klammern verwendet.

### Statistik
| Symbol                             | Verwendung                        | Interpretation                                                                 | Artikel        | LaTeX           | Unicode  |
| ---------------------------------- | --------------------------------- | ------------------------------------------------------------------------------ | -------------- | --------------- | -------- |
| {\displaystyle {\tilde {~}}}       | {\displaystyle {\tilde {x}}}      | Median der Werte {\displaystyle x_{1},\ldots ,x_{n}}                           | Median         | \tilde          | U+0303   |
| {\displaystyle {\bar {~}}}         | {\displaystyle {\bar {X}}}        | Stichprobenmittelwert der Zufallsvariablen {\displaystyle X_{1},\ldots ,X_{n}} | Mittelwert     | \bar            | U+0305   |
| {\displaystyle {\bar {~}}}         | {\displaystyle {\bar {x}}}        | Mittelwert der Werte {\displaystyle x_{1},\ldots ,x_{n}}                       | Mittelwert     | \bar            | U+0305   |
| {\displaystyle \langle ~~\rangle } | {\displaystyle \langle f\rangle } | Mittelwert aller Werte einer Funktion {\displaystyle f} (in der Physik)        | Mittelwert     | \langle \rangle | U+27E8/9 |
| {\displaystyle {\hat {~}}}         | {\displaystyle {\hat {p}}}        | Schätzwert für den Parameter {\displaystyle p}                                 | Schätzfunktion | \hat            | U+0302   |

## Logik

### Definitionszeichen
| Symbol            | Verwendung                          | Interpretation                                                                  | Artikel    | LaTeX | Unicode |
| ----------------- | ----------------------------------- | ------------------------------------------------------------------------------- | ---------- | ----- | ------- |
| {\displaystyle :} | {\displaystyle A:=B}                | {\displaystyle A} wird per Definition gleich {\displaystyle B} gesetzt          | Definition | :     | U+003A  |
| {\displaystyle :} | {\displaystyle A:\Leftrightarrow B} | {\displaystyle A} wird per Definition gleichwertig zu {\displaystyle B} gesetzt | Definition | :     | U+003A  |

### Junktoren
| Symbol                            | Verwendung                           | Interpretation                                                              | Artikel                 | LaTeX            | Unicode |
| --------------------------------- | ------------------------------------ | --------------------------------------------------------------------------- | ----------------------- | ---------------- | ------- |
| {\displaystyle \land }            | {\displaystyle A\land B}             | Aussage {\displaystyle A} und Aussage {\displaystyle B}                     | Konjunktion (Logik)     | \land            | U+2227  |
| {\displaystyle \lor }             | {\displaystyle A\lor B}              | Aussage {\displaystyle A} oder Aussage {\displaystyle B} (oder beide)       | Disjunktion             | \lor             | U+2228  |
| {\displaystyle \Leftrightarrow }  | {\displaystyle A\Leftrightarrow B}   | Aussage {\displaystyle A} folgt aus Aussage {\displaystyle B} und umgekehrt | Logische Äquivalenz     | \Leftrightarrow  | U+21D4  |
| {\displaystyle \leftrightarrow }  | {\displaystyle A\leftrightarrow B}   | Aussage {\displaystyle A} folgt aus Aussage {\displaystyle B} und umgekehrt | Logische Äquivalenz     | \leftrightarrow  | U+2194  |
| {\displaystyle \Rightarrow }      | {\displaystyle A\Rightarrow B}       | aus Aussage {\displaystyle A} folgt Aussage {\displaystyle B}               | Implikation             | \Rightarrow      | U+21D2  |
| {\displaystyle \rightarrow }      | {\displaystyle A\rightarrow B}       | aus Aussage {\displaystyle A} folgt Aussage {\displaystyle B}               | Implikation             | \rightarrow      | U+2192  |
| {\displaystyle \nsim }            | {\displaystyle A\nsim B}             | entweder Aussage {\displaystyle A} oder Aussage {\displaystyle B}           | Kontravalenz/Antivalenz | \nsim            | U+2241  |
| {\displaystyle \oplus }           | {\displaystyle A\oplus B}            | entweder Aussage {\displaystyle A} oder Aussage {\displaystyle B}           | Kontravalenz/Antivalenz | \oplus           | U+2295  |
| {\displaystyle \veebar }          | {\displaystyle A\,\veebar \,B}       | entweder Aussage {\displaystyle A} oder Aussage {\displaystyle B}           | Kontravalenz/Antivalenz | \veebar          | U+22BB  |
| {\displaystyle {\dot {\lor }}}    | {\displaystyle A\,{\dot {\lor }}\,B} | entweder Aussage {\displaystyle A} oder Aussage {\displaystyle B}           | Kontravalenz/Antivalenz | \dot\lor         | U+2A52  |
| {\displaystyle \nleftrightarrow } | {\displaystyle A\nleftrightarrow B}  | entweder Aussage {\displaystyle A} oder Aussage {\displaystyle B}           | Kontravalenz/Antivalenz | \nleftrightarrow | U+21AE  |
| {\displaystyle \nLeftrightarrow } | {\displaystyle A\nLeftrightarrow B}  | entweder Aussage {\displaystyle A} oder Aussage {\displaystyle B}           | Kontravalenz/Antivalenz | \nLeftrightarrow | U+21CE  |
| {\displaystyle \lnot }            | {\displaystyle \lnot A}              | nicht Aussage {\displaystyle A}                                             | Negation                | \lnot            | U+00AC  |
| {\displaystyle {\overline {~~}}}  | {\displaystyle {\overline {A}}}      | nicht Aussage {\displaystyle A}                                             | Negation                | \bar             | U+0305  |

### Quantoren
| Symbol                                 | Verwendung                                 | Interpretation                                        | Artikel         | LaTeX       | Unicode |
| -------------------------------------- | ------------------------------------------ | ----------------------------------------------------- | --------------- | ----------- | ------- |
| {\displaystyle \forall }               | {\displaystyle \forall \,x}                | für alle Elemente {\displaystyle x}                   | Allquantor      | \forall     | U+2200  |
| {\displaystyle \bigwedge }             | {\displaystyle \bigwedge _{x}}             | für alle Elemente {\displaystyle x}                   | Allquantor      | \bigwedge   | U+22C0  |
| {\displaystyle \exists }               | {\displaystyle \exists \,x}                | es existiert mindestens ein Element {\displaystyle x} | Existenzquantor | \exists     | U+2203  |
| {\displaystyle \bigvee }               | {\displaystyle \bigvee _{x}}               | es existiert mindestens ein Element {\displaystyle x} | Existenzquantor | \bigvee     | U+22C1  |
| {\displaystyle \exists !}              | {\displaystyle \exists !\,x}               | es existiert genau ein Element {\displaystyle x}      | Anzahlquantor   | \exists!    | U+2203  |
| {\displaystyle \bigvee ^{\centerdot }} | {\displaystyle \bigvee _{x}^{\centerdot }} | es existiert genau ein Element {\displaystyle x}      | Anzahlquantor   | \dot\bigvee | U+2A52  |
| {\displaystyle \nexists }              | {\displaystyle \nexists \,x}               | es existiert kein Element {\displaystyle x}           | Existenzquantor | \nexists    | U+2204  |

### Deduktionszeichen
| Symbol                        | Verwendung                    | Interpretation                                                                    | Artikel                 | LaTeX           | Unicode |
| ----------------------------- | ----------------------------- | --------------------------------------------------------------------------------- | ----------------------- | --------------- | ------- |
| {\displaystyle \vdash }       | {\displaystyle A\vdash B}     | Aussage {\displaystyle B} ist syntaktisch aus Aussage {\displaystyle A} ableitbar | Ableitbarkeitsrelation  | \vdash          | U+22A2  |
| {\displaystyle \models }      | {\displaystyle A\models B}    | Aussage {\displaystyle B} folgt semantisch aus Aussage {\displaystyle A}          | Schlussfolgerung        | \models, \vDash | U+22A8  |
| {\displaystyle \models }      | {\displaystyle \models A}     | Aussage {\displaystyle A} ist allgemeingültig                                     | Tautologie (Logik)      | \models, \vDash | U+22A8  |
| {\displaystyle \top }         | {\displaystyle A\top }        | Aussage {\displaystyle A} ist allgemeingültig                                     | Tautologie (Logik)      | \top            | U+22A4  |
| {\displaystyle \bot }         | {\displaystyle A\bot }        | Aussage {\displaystyle A} ist widersprüchlich                                     | Kontradiktion           | \bot            | U+22A5  |
| {\displaystyle \therefore }   | {\displaystyle A\therefore B} | Aussage {\displaystyle A} ist wahr, daher ist auch Aussage {\displaystyle B} wahr | Ableitung (Logik)       | \therefore      | U+2234  |
| {\displaystyle \because }     | {\displaystyle A\because B}   | Aussage {\displaystyle A} ist wahr, denn auch Aussage {\displaystyle B} ist wahr  | Ableitung (Logik)       | \because        | U+2235  |
| ↯                             |                               | Widerspruch                                                                       | Widerspruchsbeweis      | \lightning      | U+21AF  |
| {\displaystyle \blacksquare } |                               | Ende des Beweises                                                                 | quod erat demonstrandum | \blacksquare    | U+220E  |
| {\displaystyle \Box }         | \Box                          | Ende des Beweises                                                                 | quod erat demonstrandum | U+25A1          |         |